# Åke Östin

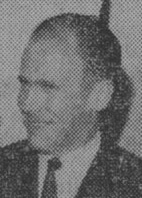
Åke Östin

Åke Hildemar Östin, född 16 oktober 1924 i Resele, Västernorrlands län, död 27 februari 1979, var en svensk arkitekt.

## Biografi
Åke Östin utbildade sig till arkitekt på Kungliga Tekniska högskolan och tog examen 1954. Därpå arbetade han två år hos Paul Hedqvist och Nils Ahrbom innan han 1956 startade ett eget arkitektkontor "Åke Östin arkitektkontor" i Johanneshov. År 1958 blev han t.f. stadsarkitekt i Sundbybergs stad, en post på vilken Rolf Runefelt blev ordinarie 1963. Östin skrev flera recensioner i tidningen Teknisk Tidskrift under 1950- och 60-talet. Bland hans arbeten märks Hallonbergen och kraftvärmeverket i Värtan. Han är begravd på Skogskyrkogården i Stockholm.

## Byggnader
- Tvättstugan på fastigheten Stenssmedjan 7 i Trollhättan på uppdrag av HSBs riksförbunds arkitektkontor 1956
- Rikscity huset, kvarteret Lekatten, Skellefteå, 1957
- Kvarteret Själakoret, Bostadsbebyggelse i 3-8 våningar, Växjö, 1959
- Fruängens centrum (bebyggelsen), 1961
- Magelungsskolan, Farsta, 1962-1969
- Nälstaskolan, Vällingby, 1963
- Radhus i Sätra
- Kvarteret Linjalen, Södermalm, Stockholm, 1967-1978
- Kvarteret Banken, Sundbyberg, 1966-1969
- Kvarteret Bageriet, Sundbyberg
- Kvarteret Basaren, Sundbyberg
- Kvarteret Franstorp, Sundbyberg.
- Fredens kyrka, Sundbyberg, 1973
- Nacka gymnasium, 1976[5]
- Sundbybergs simhall, 1978

## Stadsplaner
- Ör, Sundbybergs kommun, 1963[6]
- Hallonbergen, Sundbybergs kommun
- Norra Sköndal, Stockholms kommun

## Bilder

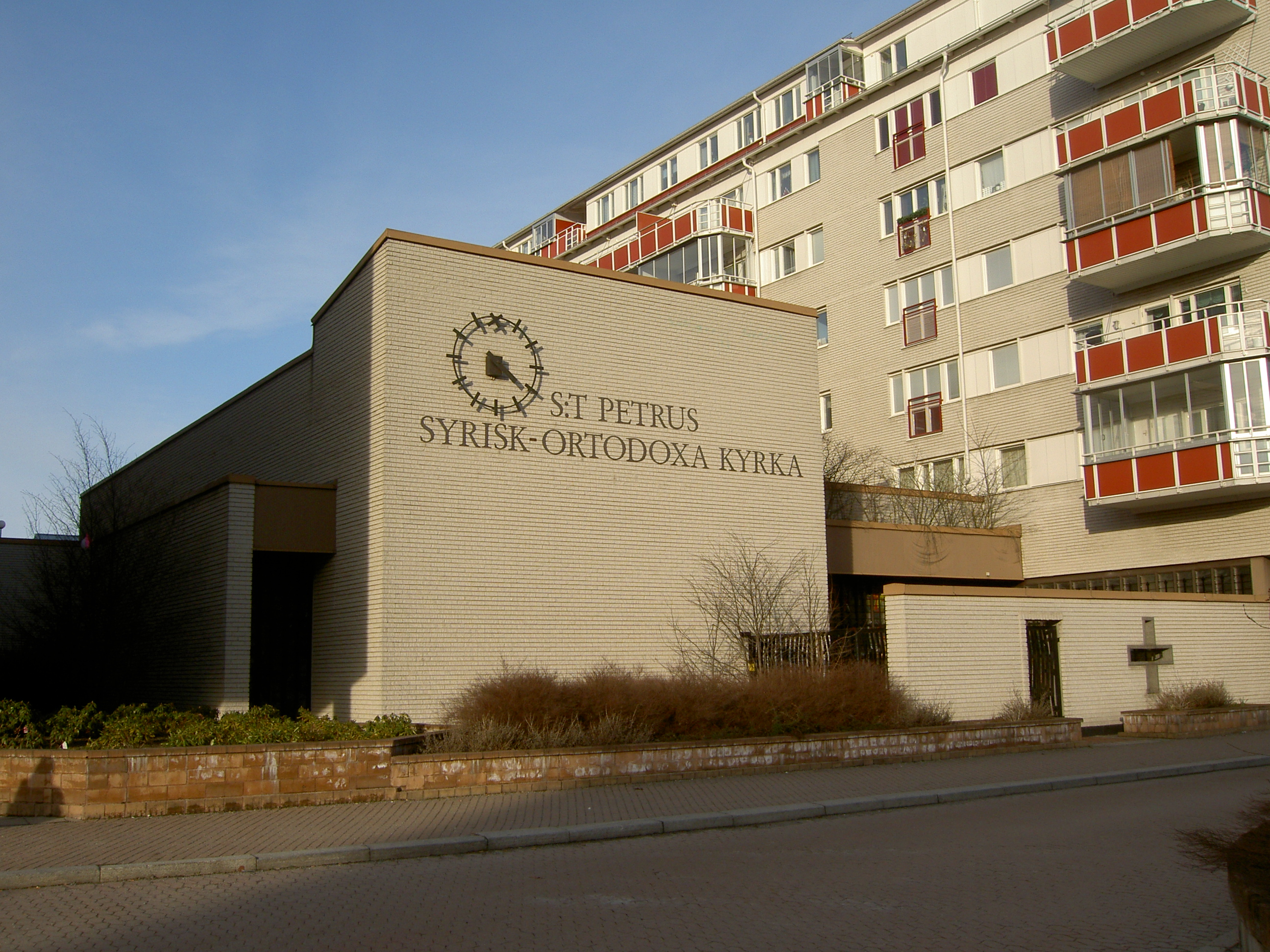
Fredens kyrka
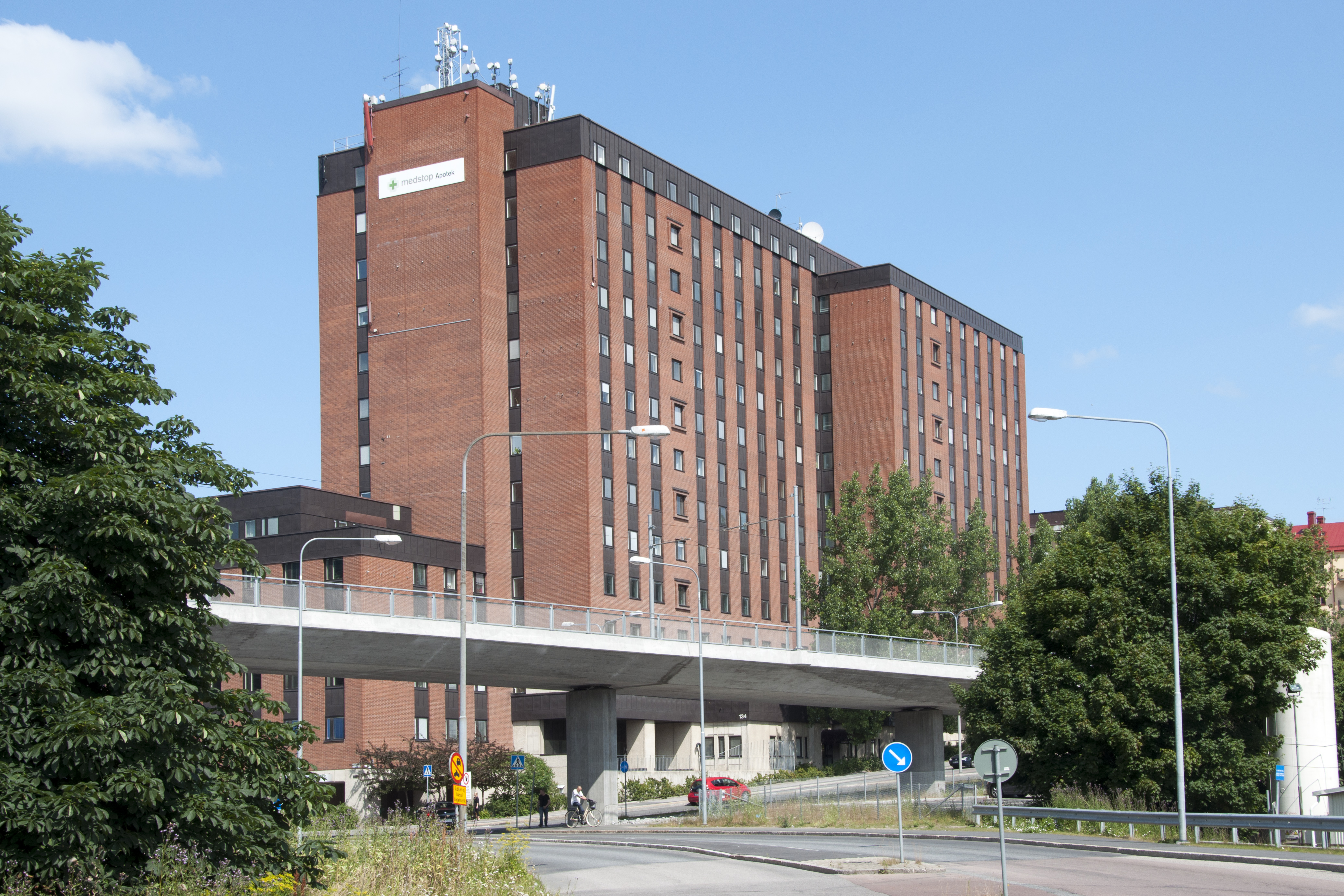
Kv. Kronan, Sundbyberg
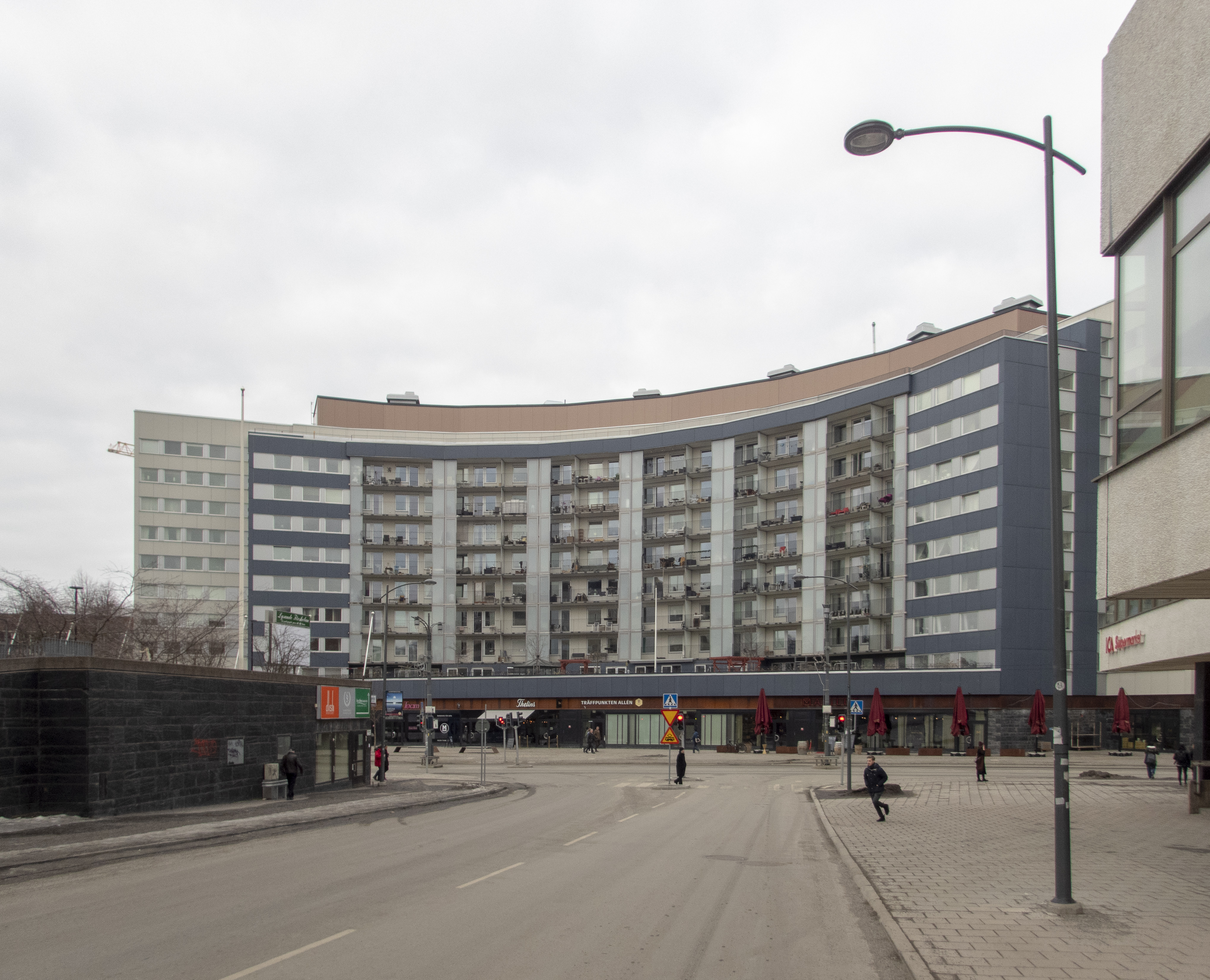
Kvarteret Banken, Sundbyberg
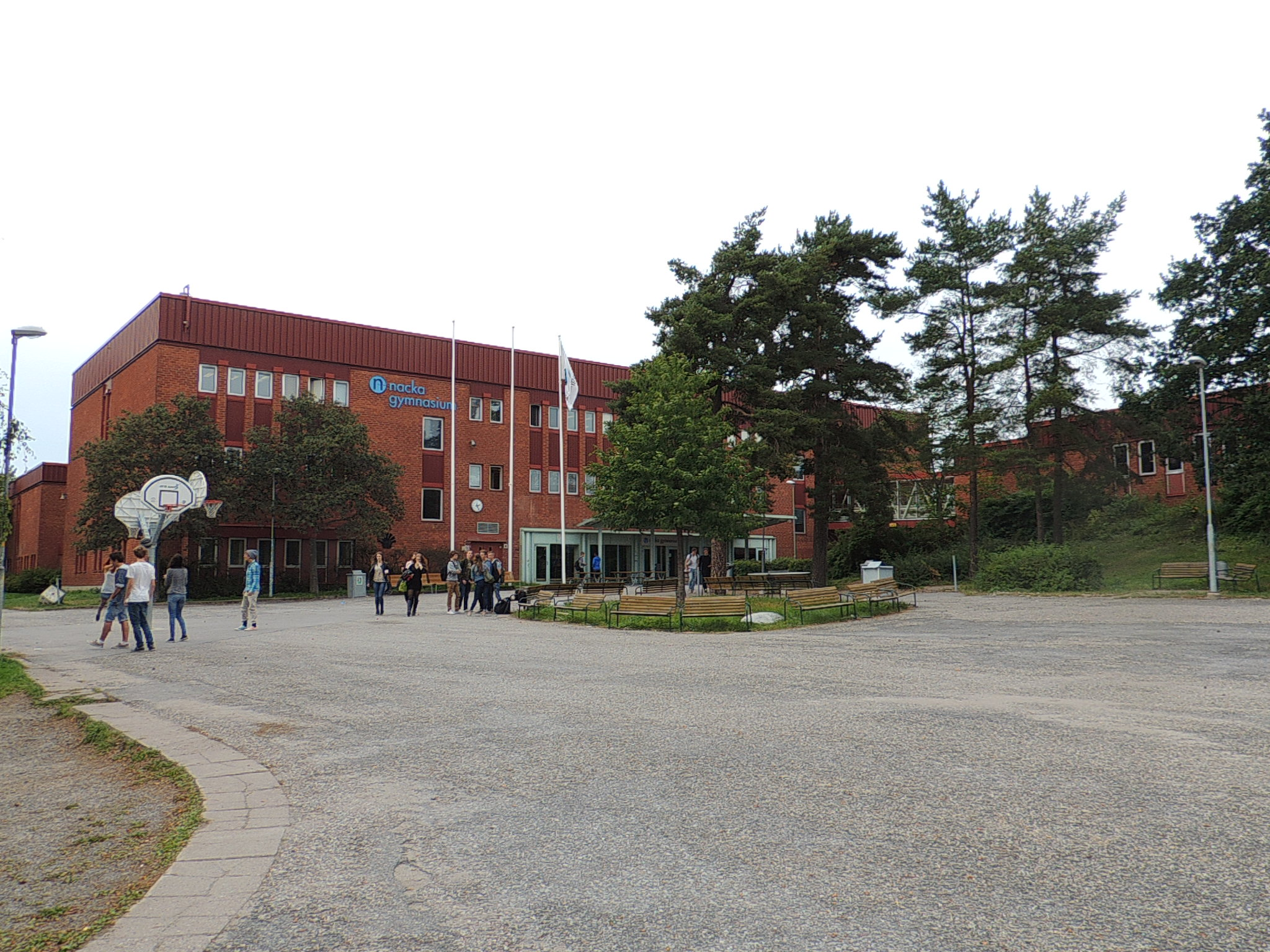
Nacka gymnasium